# Санниковское сельское поселение (Тюменская область)
Санниковское се́льское поселе́ние — муниципальное образование в Тобольском районе Тюменской области Российской Федерации.
Административный центр — село Санниково.

## История
Статус и границы сельского поселения установлены Законом Тюменской области от 5 ноября 2004 года № 263 «Об установлении границ муниципальных образований Тюменской области и наделении их статусом муниципального района, городского округа и сельского поселения».

## Население
| 2010 | 2011 | 2012 | 2013 | 2014 | 2015 | 2016 |
| ---- | ---- | ---- | ---- | ---- | ---- | ---- |
| 991  | ↘989 | ↘979 | ↗986 | ↘963 | →963 | ↗976 |
| 2017 | 2018 | 2019 | 2020 | 2021 |      |      |
| ↗989 | ↘975 | ↘964 | ↘939 | ↘919 |      |      |

## Состав сельского поселения
| № | Населённый пункт | Тип населённого пункта       | Население |
| - | ---------------- | ---------------------------- | --------- |
| 1 | Бакшеева         | деревня                      | 13        |
| 2 | Маслова          | деревня                      | 249       |
| 3 | Пушнятская       | деревня                      | 80        |
| 4 | Санниково        | село, административный центр | 380       |
| 5 | Симонова         | деревня                      | 24        |
| 6 | Старицкая        | деревня                      | 180       |
| 7 | Томилова         | деревня                      | 7         |
| 8 | Устамак          | деревня                      | 58        |